# Rödelseer Tor (Iphofen)

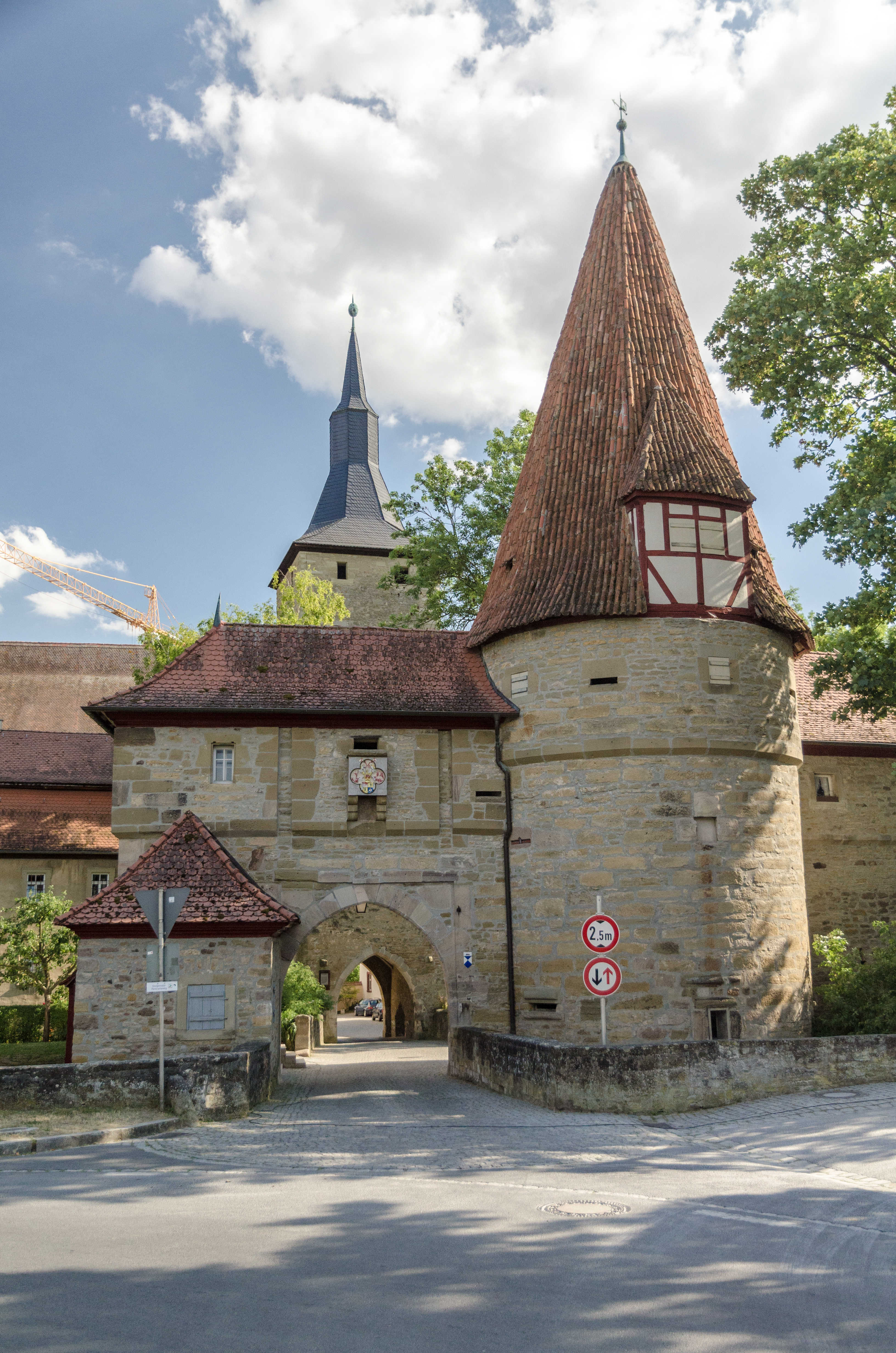
Vorwerk des Rödelseer Tores, dahinter ragt der eigentliche Torturm auf

Das Rödelseer Tor (Adresse Kirchplatz 1 (Torturm), Rödelseer Tor 1–3 (Vorwerk), früher Hausnummern 37 ½, 38–40) ist Teil der Stadtbefestigung von Iphofen. Das charakteristische Ensemble aus Vorwerk, Mittagsturm als Torturm und Stadtpfarrkirche im Hintergrund machen es zu einem beliebten Fotomotiv. Das Rödelseer Tor ist eines der drei erhaltenen Tore der unterfränkischen Stadt.

## Geschichte
Die Iphöfer Stadtbefestigung hat ihren Ursprung in der Stadterhebung, die im Jahr 1293 vollzogen wurde. Die Bürger wurden vom Würzburger Bischof Manegold, dem Stadtherrn, dazu verpflichtet, die Anlagen zu unterhalten. Um 1421 wurde das Stadtgebiet um das sogenannte Gräbenviertel im Südwesten erweitert, das mit in die Befestigung einbezogen wurde. In den folgenden Jahrhunderten veränderte sich der Grundriss der Tore, Türme und Gräben waren nicht mehr grundlegend, man nahm lediglich Aufstockungen und Ausbesserungen vor.
Das Rödelseer Tor kann als der älteste erhaltene Torbau innerhalb der Befestigung bezeichnet werden. Im Kern geht seine Entstehung auf das ausgehende 13. Jahrhundert zurück. Es entstand unmittelbar nördlich der mittelalterlichen Stadtpfarrkirche St. Veit, die eventuell eine von der Stadtbefestigung unabhängige Kirchhofmauer besaß. Dort erreichte der Handelsverkehr aus dem Schwanbergvorland die Stadt. Wie alle Tore markierte das Rödelseer Tor eine Zoll- bzw. Wirtschaftsgrenze. Dort mussten die einzuführenden Waren verzollt werden.

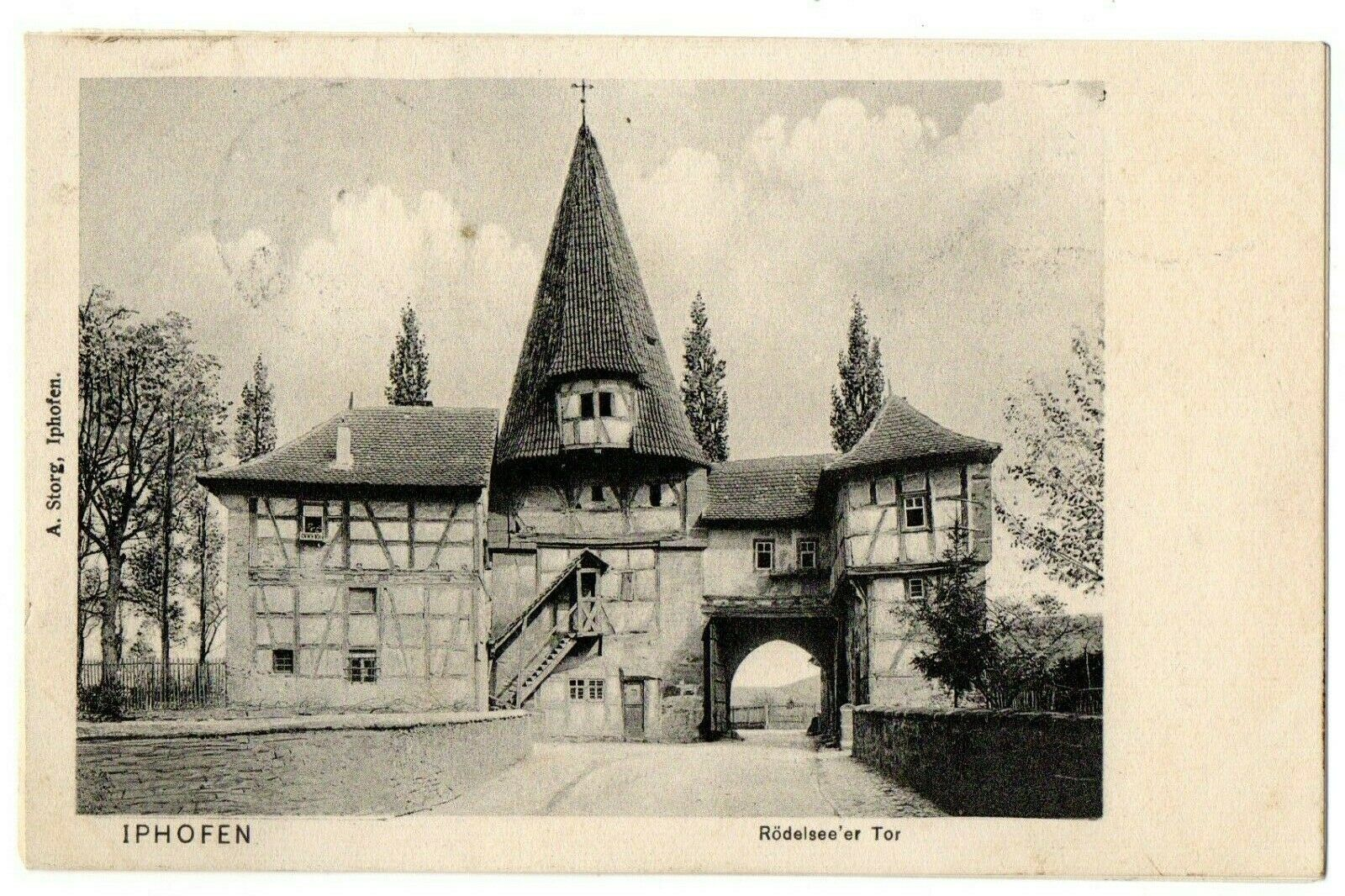
Das Vorwerk des Rödelseer Tores als Fotomotiv, Bild von 1907

Das heutige Erscheinungsbild geht auf die Regierungszeit des Würzburger Fürstbischofs Johann III. von Grumbach zurück, der zwischen 1455 und 1466 amtierte. Sein Wappen wurde oberhalb des Vorwerks angebracht. Der eigentliche Torturm, der sogenannte Mittagsturm, entstand wohl bereits zusammen mit dem Vorwerk. Er wurde aufgrund seiner Lage im äußersten Norden der Stadt benannt und diente als Arrestgefängnis. Den Mittagsturm erhöhte man zwischen 1540 und 1544 um zwei Geschosse. Da der Turm auch als Aussichtsturm diente, erhielt man durch diese Aufstockung einen besseren Überblick über das Gebiet um die Stadt.
Die Iphöfer Befestigung blieb während des Dreißigjährigen Krieges intakt, da die Stadt vor den Geschützen der Angreifer kampflos kapitulierte. Anders als in vielen anderen Städten der Umgebung blieben die Anlagen auch nach dem Krieg erhalten. Im 17. bzw. 18. Jahrhundert baute man kleine Torwächterhäuschen an das Vorwerk an. Im 19. Jahrhundert verlor der Turm auch seine Funktion als Zollort. 1827 entfernte man die überbaute Holzbrücke zwischen Torturm und Vorwerk. In der zweiten Hälfte des 19. Jahrhunderts wandelte man die Befestigung zu einem Ringpark um.
Ab dem beginnenden 20. Jahrhundert wurde Iphofen vermehrt das Ziel von Touristen, die insbesondere die vollständig erhaltene Altstadt besuchten. Das malerische Rödelseer Tor wurde zu einem beliebten Fotomotiv. Im Jahr 1935 brachte man am Tor eine antisemitische Tafel an, die der Kitzinger Künstler Richard Rother geschaffen hatte. Obwohl die Tafel 1936 kurzzeitig entfernt wurde, schrieb noch 1938 der Völkische Beobachter: „O heiliger Sankt Kilian,/ Du wärst nu mol sou oug’sahn,/ Wenn du uns könntest behüten/ Vor Rabläus und vor Jüden!“

## Beschreibung
Das Rödelseer Tor besteht heute aus zwei Bauteilen, die durch eine Holzbrücke miteinander verbunden sind. Als Fotomotiv dient vor allem das Vorwerk. Ursprünglich bestand dieses nur aus einem niedrigen Halbrund-Turm. Die Turmwärterhäuschen sind Zugaben späterer Jahrhunderte. Das Vorwerk präsentiert sich als uneinheitliches, zweigeschossiges Gebäude. Es wurde in Fachwerkbauweise errichtet, die auf der stadtzugewandten Seite noch erkennbar ist. Der Tordurchgang wird von einem schlichten Walmdach überragt, der Turm ist etwas versetzt. 
Das Tor selbst, der sogenannte Mittagsturm innerhalb der Stadtmauer, präsentiert sich als rechteckiger Turmbau mit spitzbogiger Durchfahrt. Er schließt mit einem schiefergedeckten Turmhelm ab. Die ehemalige Sicherungsfunktion des Turms ist noch an den drei Kragsteinen der Nordseite ablesbar. Dort war ein Fallgitter angebracht, das zusätzlich zum Tor die Anlage sicherte. Am Vorwerk hat sich das alte Tor noch erhalten. Es ist mit einem „Schlupfpförtlein“ ausgestattet. Der Turm erinnert an das Untere Tor in Volkach.